# Nozeba mica
Nozeba mica är en snäckart som beskrevs av Harold John Finlay 1930. Nozeba mica ingår i släktet Nozeba och familjen Iravadiidae. Inga underarter finns listade i Catalogue of Life.